# Susan Kare
Susan Kare (Ithaca, 5 de febrero de 1954) es una artista y diseñadora gráfica estadounidense, creadora de muchos de los elementos de la interfaz Apple Macintosh en la década de 1980.Susan Kare se graduó summa cum laude en Arte en el Mount Holyoke College y se doctoró en Bellas Artes en la Universidad de Nueva York en 1978. Su carrera parecía encaminada al arte y a la docencia. Al acabar sus estudios se trasladó a San Francisco, donde trabajó en el Museo de Bellas Artes como escultora y comisaria.
En 1982, le ofrecieron el trabajo que cambió su vida: dibujar unos cuantos iconos y elementos de letras para el nuevo ordenador de Apple. Al no tener experiencia en pixel art o tipografía, Kare se basó en su experiencia en Bellas Artes, mosaicos, punto de cruz (su madre era gran aficionada) y puntillismo.
Con una libreta de papel cuadriculado y unos rotuladores, Susan Kare cambió la imagen de los ordenadores para siempre, creando una serie de iconos que aún perviven.
También fue una de las empleadas de NeXT (la compañía formada por Steve Jobs tras su salida de Apple en 1985), donde trabajó como directora creativa.
Es la diseñadora de distintas tipografías, iconos y material de marketing para el Macintosh OS. De hecho, algunos de sus primeros trabajos todavía se puede ver en muchas herramientas de gráficos de computadora y accesorios, especialmente los iconos tales como el lazo, la mano que agarra y el cubo de pintura. 
Fue una pionera de pixel art. Las obras más reconocidas de su trabajo para Apple son el tipo de letra Chicago (el más destacado visto la interfaz de usuario tipo de letra en el entorno Classic de Mac OS, así como el tipo de letra utilizado en las tres primeras generaciones de la interfaz del iPod de Apple), el tipo Ginebra, el tipo Mónaco (cocreadora), el Perrovaca Clarus, el Happy Mac (el ordenador sonriente que daba la bienvenida a los usuarios de Mac al arrancar sus máquinas durante 18 años, hasta que el Mac OS X 10.2 sustituyó con un logotipo gris de Apple), y el símbolo de la tecla Comando en los teclados de Apple.
Tras su etapa como Directora Creativa, se dio cuenta de que quería “volver a hacer bitmaps” y se convirtió en la diseñadora freelance con la cartera de clientes más impresionante del mundo: Microsoft, IBM, Sony Pictures, Motorola, Intel…
Entre sus trabajos para Microsoft destaca el diseño para el placer culpable que subió la tasa de procrastinación en la oficina antes de la era internet: El solitario de Microsoft.
El trabajo de Susan Kare sigue siendo determinante en el modo en que millones de personas interactúan con la tecnología. Entre 2006 y 2010, produjo cientos de iconos para Facebook y en 2015 fue contratada por Pinterest como Jefa de Diseño de Producto, donde sigue trabajando en la actualidad.